# Medicine Lake (Minnesota)
Medicine Lake és una població dels Estats Units a l'estat de Minnesota. Segons el cens del 2000 tenia 368 habitants.

## Demografia
Segons el cens del 2000, Medicine Lake tenia 368 habitants, 159 habitatges, i 94 famílies. La densitat de població era de 835,8 habitants per km².
Dels 159 habitatges en un 25,2% hi vivien nens de menys de 18 anys, en un 54,1% hi vivien parelles casades, en un 3,8% dones solteres, i en un 40,3% no eren unitats familiars. En el 32,7% dels habitatges hi vivien persones soles el 6,3% de les quals corresponia a persones de 65 anys o més que vivien soles. El nombre mitjà de persones vivint en cada habitatge era de 2,31 i el nombre mitjà de persones que vivien en cada família era de 3,02.
Per edats la població es repartia de la següent manera: un 20,9% tenia menys de 18 anys, un 6,3% entre 18 i 24, un 29,9% entre 25 i 44, un 32,3% de 45 a 60 i un 10,6% 65 anys o més.
L'edat mediana era de 41 anys. Per cada 100 dones de 18 o més anys hi havia 104,9 homes.
La renda mediana per habitatge era de 70.750$ i la renda mediana per família de 100.382$. Els homes tenien una renda mediana de 51.250$ mentre que les dones 37.125$. La renda per capita de la població era de 45.942$. Cap de les famílies i l'1,1% de la població estaven per davall del llindar de pobresa.

## Poblacions més properes
El següent diagrama mostra les poblacions més properes.